# Euchromius
Euchromius é um gênero de mariposa pertencente à família Crambidae.